# Клерк, Йоханнес де
Йоханнес де Клерк (африк. Johannes de Klerk; 22 июля 1903 — 24 января 1979) — южноафриканский политик, и. о. государственного президента ЮАР.

## Биография
Йоханнес де Клерк родился в 1903 году в Бюргерсдорпе, Капская колония, детство провёл в Почефструме, где в 1926 году окончил университет. С 1927 по 1945 годы работал в Нилстроме и Витватерсранде, сначала был школьным учителем, затем — секретарём профсоюза белых рабочих. В январе 1947 года Йоханнес де Клерк стал административным секретарём Национальной партии в Ранде, а с 1948 года — главным секретарём партии в Трансваале. С 1949 по 1955 годы он был членом провинциального совета Трансвааля.
В 1954 году Йоханнес де Клерк стал сенатором, а также министром труда и министром общественных работ в правительстве Йоханнеса Стрейдома. Так как Стрейдом был женат на его сестре, это породило слухи о семейственности.
Занимал посты министра внутренних дел (1961—1966) и министра образования (1967—1968). В 1967 и 1968 годах выдвигался на церемониальный пост государственного президента ЮАР.
С 1969 по 1976 годы Йоханнес де Клерк был президентом Сената ЮАР. Когда в апреле 1975 года истёк срок полномочий президента Якобуса Йоханнеса Фуше, Йоханнес де Клерк в соответствии с Конституцией ЮАР исполнял обязанности президента до инаугурации следующего избранного президента. В 1976 году ушёл в отставку и доживал свои дни на своей ферме.

## Семья и дети
27 апреля 1927 года Йоханнес де Клерк женился на Хендрине Корнелии Коутцер. У них было два сына:
- Виллем Йоханнес де Клерк
- Фредерик Виллем де Клерк, президент ЮАР в 1989—1994 годах